# Mallinella manengoubensis
Mallinella manengoubensis är en spindelart som först beskrevs av Robert Bosmans och van Hove 1986.  Mallinella manengoubensis ingår i släktet Mallinella och familjen Zodariidae.
Artens utbredningsområde är Kamerun. Inga underarter finns listade i Catalogue of Life.